# Паметник на Стефан Стамболов
Паметник на Стефан Стамболов се намира в София, на мястото, където е съсечен на 3/15 юли 1895 г.
Открит е през юли 1995 г. по инициатива на национален клуб „Стефан Стамболов“ в градинката на Кристал, срещу Военния Клуб, по повод стогодишнината от убийството на Стефан Стамболов. Автори на паметника са Иван Славов и Александър Стефанов.
Паметникът представя символично разцепената на две глава като израз на смъртта му. Поставена е плоча с информация и подписа на Стефан Стамболов.